# Nandi (Ethnie)

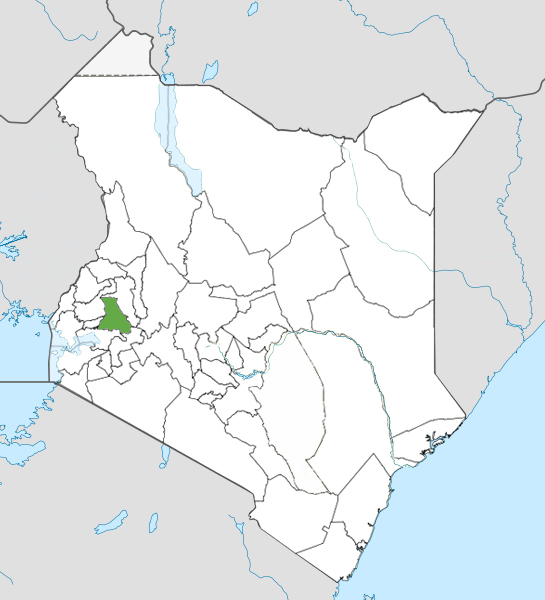
Das Nandi County in Kenia

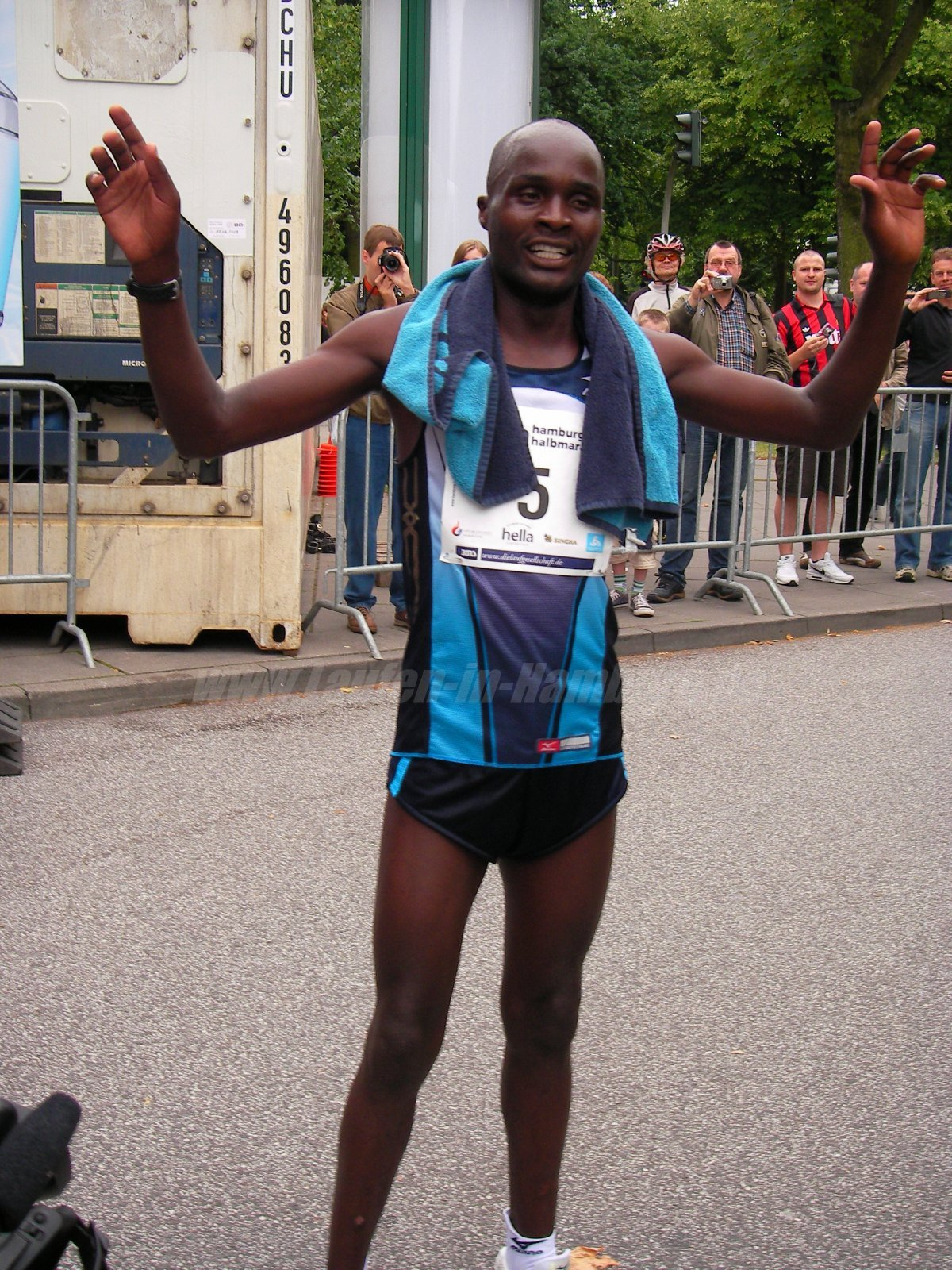
Nandi-Sportler Kipruto Kirwa, Sieger des Hamburger Halbmarathons 2009

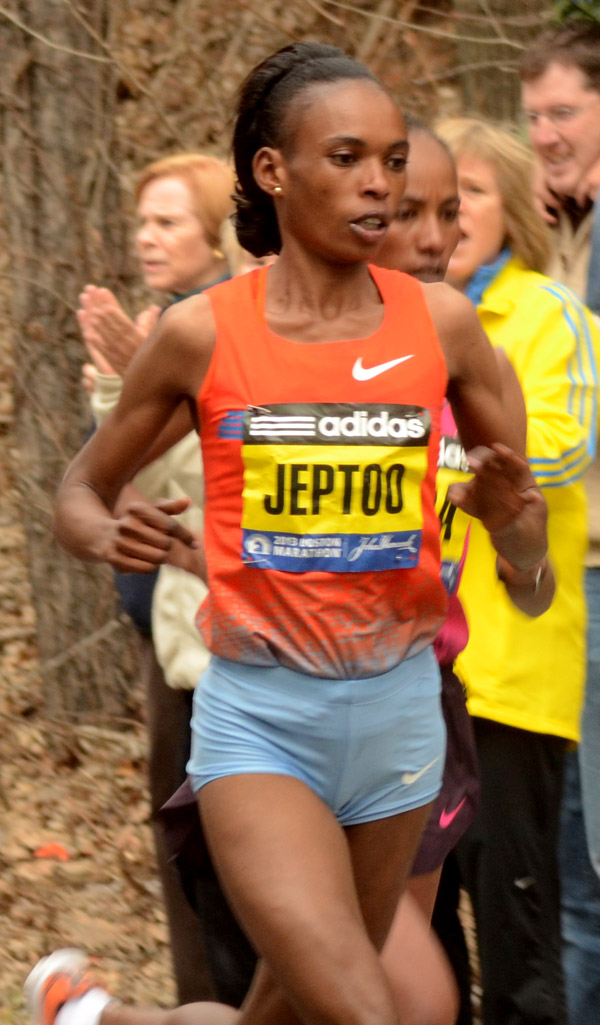
Nandi-Sportlerin Rita Jeptoo beim Boston Marathon 2013

Die Nandi sind eine Niloten-Gruppe, die hauptsächlich in Kenia, in Teilen Ugandas und im Osten der Demokratischen Republik Kongo lebt. In Kenia leben die Nandi in den Hochlandgebieten der Nandi Hills im Nandi County in der Provinz Rift Valley. Sie werden zu den Kalenjin gezählt, was seit der Mitte des 20. Jahrhunderts eine Sammelbezeichnung für eine Reihe von nilotischsprachigen Gruppen im westlichen Kenia ist. Sie sprechen Nandi, einen Kalenjin-Dialekt. Das Nandi County ist die Heimat zahlreicher international erfolgreicher Mittel- und Langstreckenläufer.

## Eigenbezeichnungen
Bevor sie Mitte des 19. Jahrhunderts den Namen Nandi annahmen, nannten sie sich „Chemwalindet“ oder „Chemwal“.

## Demografie
Bei der Volkszählung des Jahres 1969 waren 27 Prozent der Kalenjin Kenias Nandi. Sie bilden damit etwa ein Drittel aller Kalenjin, sind nach den Kipsigis, die auch Kipsigi genannt werden, die zweitgrößte Untergruppe der Kalenjin und liegen geografisch am zentralsten.
Bei der Volkszählung von 1979 gab es in Kenia 1 652 243 Kalenjin. Sie waren mit 10,8 % der Bevölkerung die fünftgrößte ethnische Gruppe.

## Ursprungsmythos und Migration in das Gebiet des heutigen Nandi-County
Historiker und Linguisten sind sich einig, dass die Flachland- und Hochland-Niloten kurz vor Beginn der christlichen Ära aus einer Region nahe der südlichen Grenze Äthiopiens und des Sudans eingewandert sind und sich kurz danach in getrennte Gemeinschaften aufgespalten haben. Nach dem Ursprungsmythos der Kalenjin waren die Nandi ursprünglich Teil der Kipsigis und lebten in Rongai in der Nähe von Nakuru. Aufgrund von Dürre und der Invasion der Maassai in das Gebiet wanderten sie aus. Während der Migration teilte sich die Gruppe in zwei Gruppen; die Kipsigis zogen nach Süden in Richtung Kericho, während die Nandi sich in Aldai niederließen und heute als Bauern und Viehzüchter im Nandi County leben. Die Kipsigis tradieren in ähnlicher Weise, dass sowohl sie als auch die Nandi von einem Ort namens „To“ stammen, den einige von ihnen in der Nähe des Baringo-Sees lokalisieren. Im Zuge ihrer Wanderung nach Süden, irgendwann zwischen dem siebzehnten und frühen neunzehnten Jahrhundert, trennten sich die Kipsigis und die Nandi. Heute sind die Nandi deren unmittelbaren Nachbarn im Norden.

## Geschichte

### Vor der britischen Kolonisierung
Als Reaktion auf die Maasai-Expansion übernahmen die Nandi und Kipsigis von den Maasai einige der Merkmale, die sie danach von den anderen Kalenjin unterscheiden: weitreichende wirtschaftliche Abhängigkeit von der Viehzucht, militärische Organisation und aggressive Viehdiebstähle sowie eine zentralisierte religiös-politische Führung. Die Familie, die sowohl bei den Nandi als auch bei den Kipsigi das Amt des Orkoiyot (andere Schreibweise: Orkoyot, Plural: Orkoiik, andere Schreibweise: Orkoigik) etablierte, waren Maasai-Einwanderer des 19. Jahrhunderts. Um 1800 expandierten sowohl die Nandi als auch die Kipsigi auf Kosten der Maasai. Dieser Prozess wurde 1905 durch die Auferlegung der britischen Kolonialherrschaft gestoppt.
Vor der britischen Kolonisierung waren die Nandi sesshafte Viehzüchter, die manchmal auch Landwirtschaft betrieben.
Ihre Siedlungen waren mehr oder weniger gleichmäßig verteilt und nicht in Dörfern gruppiert. Wie andere nilotische Völker waren auch sie bekannte Krieger.
Sie lebten im Hügelland nordöstlich des Victoriasees. Es handelte sich, mit etwa 14.000 Männern, von denen etwa 4000 waffenfähig waren, um eine eher kleinere Gruppe, die den Kolonialherren jedoch erhebliche Schwierigkeiten bereitete. Sie lebten nicht in Dörfern, sondern auf Gehöfte verteilt, deren Männer sich bezirksweise zusammenschlossen, z. B. um Raubzüge gegen die Viehbestände ihrer Nachbarn durchzuführen. Die Nandi und Kipsigi überfielen andere Kalenjin sowie die Maasai, Gusii, Luyia und Luo. Teile der Bevölkerung wohnten auch in gut geschützten Höhlen am Mount Elgon bis in 1800 m Höhe. Unverheiratete lebten in Gemeinschaft. Der oberste spirituelle und politische Führer der Nandi wurde als Orkoiyot bezeichnet. Er wurde bei Entscheidungen über die Sicherheit, insbesondere bei der Kriegsführung, zu Rate gezogen. Der Orkoiyot stammte traditionell aus dem Talai-Clan der Nandi, von dem man glaubte, dass er von Asis (Gott) auserwählt worden war, um dem Volk Botschaften zu überbringen.

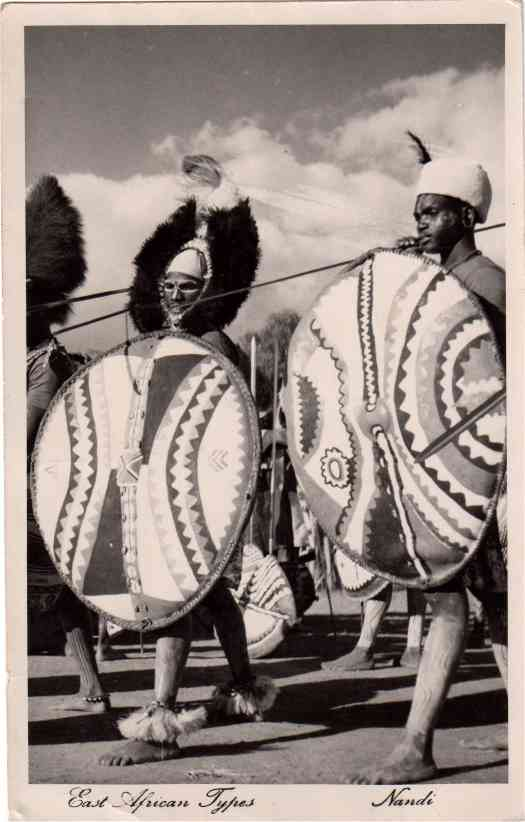
Nandi-Krieger

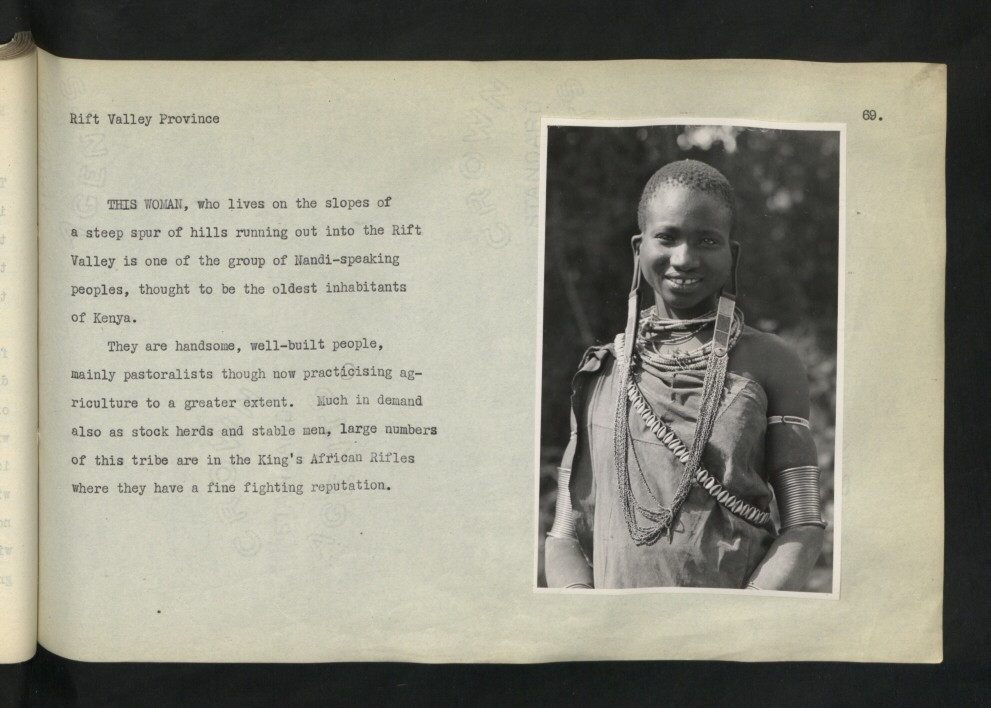
Nandi-Frau, Colonial Office photographic collection

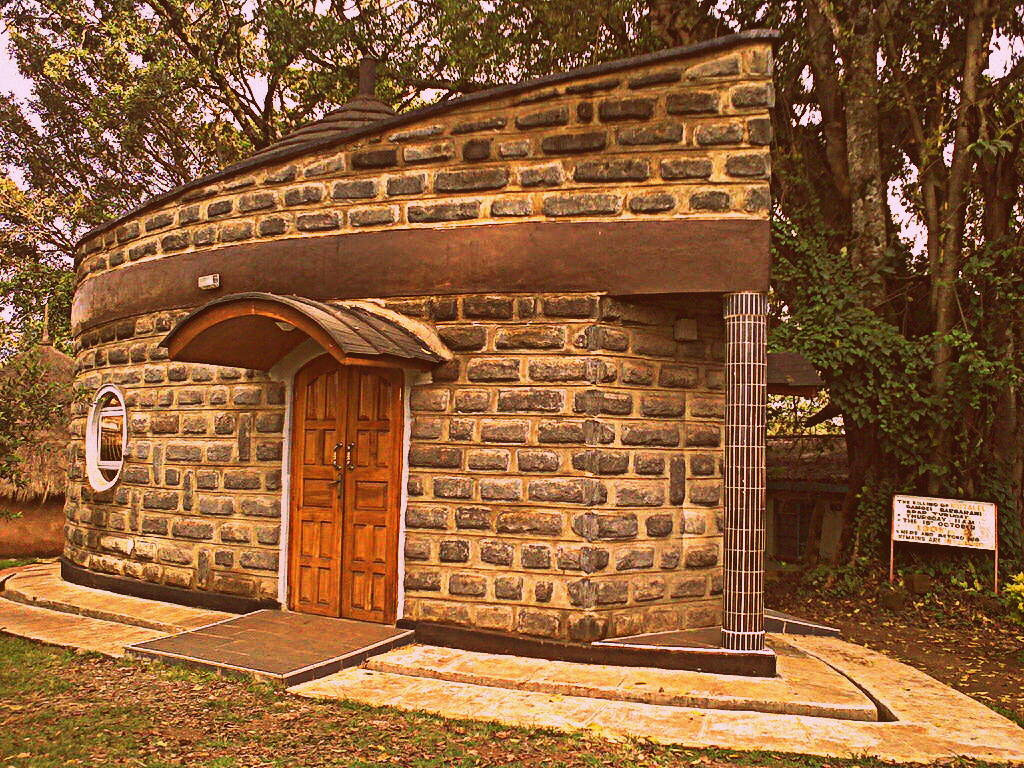
Koitalel Samoei Mausoleum und Museum zur Erinnerung an Koitalei Arap Samoei in den Nandi-Hügeln

Kimnyole Arap Turukat war der vierte Nandi Orkoiyot in den frühen 1800er Jahren. Er war der Vater von Koitalel Arap Samoei und ihm wird zugeschrieben, dass er das Kommen des „weißen Stammes“ sowie „die eiserne Schlange“ – den Bau der Kenia-Uganda-Eisenbahn – vorausgesehen habe. Während der Herrschaft des Orkoiyot Kimnyole Arap Turukat waren die Nandi trotz der vielen Konflikte mit den Maassai in den 1870er und 80er Jahren eine beeindruckende Macht. Als die Massai gegen sich selbst kämpften, waren die Nandi unter der Führung dieses Orkoiyot darauf bedacht, die Spaltungen unter den Maassai auszunutzen. Mit ihm als Orkoyot waren die Nandi der wohlhabendste Stamm in der Gegend mit viel Vieh und Gefangenen aus ihren Siegen.
In den 1880er Jahren hatten die Nandi den Höhepunkt ihres Reichtums an Vieh und ihrer militärischen Macht erreicht. Unter den swahilisch-arabischen Händlern der Küste und den ersten europäischen Agenten der sich etablierenden Kolonialherrschaft waren die Krieger der Nandi gefürchtet, seit die Nandi die arabischen Händler aus ihrem Gebiet zurückgedrängt hatten.

### Kolonialzeit

#### Nandi-Widerstand
Bereits seit 1897 leisteten sie immer wieder bewaffneten Widerstand gegen die Kolonialmacht, den kleinere britische Strafexpeditionen nicht niederschlagen konnten. Der berühmteste Orkoiyot war Koitalel arap Samoei, der bis zu seiner Ermordung während einer Waffenstillstandsverhandlung 1905 der britischen Kolonialmacht Widerstand leistete, die gegen die Nandi die sogenannte Nandi-Expedition durchführte. Die Nandi wehrten sich gegen den Bau der Eisenbahn quer durchs Nandi-Land (Uganda-Bahn). Eisenbahngleise wurden ausgerissen und in den Victoriasee versenkt, oder zu Speer- und Pfeilspitzen verarbeitet, aus den Telegraphenkabeln der Briten wurde Schmuck gefertigt.  Als den Briten zunehmend bewusst wurde, wie die Nandi in ihre ostafrikanischen imperialen Interessen passten, wurden die Mythen über die Nandi (kriegerisch, grausam, diebisch usw.) zur Rechtfertigung der Zerstörung ihrer Wirtschaft und politischen Struktur herangezogen. Samoei führte eine 12-jährige Rebellion gegen die britische Kolonialmacht an, weil diese in ihr Land eingedrungen waren. Bis heute erinnert man sich an ihn wegen seiner großen Führungsqualitäten, und es wurde ein Denkmal mit Museum für ihn errichtet. So resümiert Douglas Kieleini in Business Daily Africa im Januar 2022: „Koitalei Arap Samoei ist einer der größten kenianischen Führer in der Geschichte unseres Kampfes um die Unabhängigkeit von der britischen Kolonialherrschaft.“ David A. Anderson zeigt eine differenziertere Betrachtungsweise gegenüber den Orkoiik auf: „Obwohl Koitalel und Barserion gemeinhin als Helden eines glorreichen Widerstands gegen den Kolonialismus dargestellt werden, wird deutlich, dass diese Interpretation die tiefe Ambiguität des Status der Orkoiik und die Komplexität der Kämpfe innerhalb der afrikanischen Gesellschaften unter der Kolonialherrschaft nicht widerspiegelt“. Der im vorherigen Zitat genannte Barserion Arap Manyei war der Sohn von Koitalel Arap Samoei Koitalel, der von 1919 bis 1922 residierte.

#### Umsiedlung aus ihrem Gebiet
1906 wurden die Nandi innerhalb weniger Wochen in einer grausamen Umsiedlungsaktion aus ihrem Gebiet in ein Reservat am Ravine River gedrängt. Nachdem während der unmittelbar davor durchgeführten Nandi-Expedition bereits große Teile ihrer Viehbestände konfisziert worden waren, wurden bei der Umsiedlung die Erntevorräte und Felder verbrannt und die Dörfer zerstört.

#### Erster Weltkrieg und Folgen
Im Ersten Weltkrieg stellten Nandi für die Briten einen beträchtlichen Teil der Truppen und Träger. Nach dem Krieg gingen viele Veteranen ihrer gewohnten Arbeit nach. Kriegsveteranenvereine setzten sich beim Gouvernement für die Auszahlung von Pensionen und ausstehendem Sold ein. Da sie für ihren Militärdienst entlohnt wurden, wurde eine Bargeldwirtschaft eingeführt. Zudem entstanden neue Anbaumethoden. Einige Nandi kamen zu Wohlstand und investierten ihr Geld in Land und Heiraten. Auch begannen die Konvertierungen zum Christentum.

#### Deportation des Talai-Clans (1934 bis 1962)
Der Talai-Clan stellte traditionell den Orkoiyot. Im Jahr 1934 vertrieb die britische Kolonialverwaltung den gesamten Talai-Clan, der etwa 700 Personen umfasste, nach Gwassi am Victoriasee. Sie blieben in Gefangenschaft bis
1962. Am Vorabend der kenianischen Unabhängigkeit durften sie in ihre Heimat zurückkehren und leben seither im Dorf Kapsisywo.

#### 50er und 60er Jahre
Nandi und Kipsigis erhielten schon 1954 individuelle Landtitel und verfügten aufgrund ihrer historisch niedrigen Bevölkerungsdichte über einen für afrikanische Verhältnisse großen Grundbesitz. Mit dem Herannahen der Unabhängigkeit (1964) wurden wirtschaftliche Entwicklungsprogramme gefördert, und viele Kalenjin aus dichter besiedelten Gebieten ließen sich auf Farmen bei Kitale nieder, die im ehedem von Weißen besiedelten Hochland, zu jener Zeit White Highlands genannt, liegen.

#### Entwicklung bis in die Gegenwart
Bis heute lebt die Mehrzahl von ihnen um die Stadt Eldoret und entlang der Nandi-Berge nördlich davon. Die Gegend gehört zum kenianischen Hochland, die Leute leben in zwischen 1500 und 2200 m Höhe, wo ein gesundes Klima herrscht – viele Nandi erreichen ein hohes Alter.

## Lebensweise
Aufgrund der fruchtbaren Böden und der ergiebigen Niederschläge im Nandi County betreiben die Nandi traditionell Landwirtschaft und Viehzucht.
Nachdem die Kolonialherren 1906 einen Großteil ihrer Gehöfte und Tiere vernichtet hatten, verschlechterte sich die wirtschaftliche Situation der Nandi.
Heutzutage sind viele Nandi wie die meisten Kalenjin im Wesentlichen Halbweidewirtschaftler. Obwohl die tatsächliche wirtschaftliche Bedeutung der Viehzucht im Vergleich zum Ackerbau bei vielen Kalenjin-Gruppen gering ist, zeigen sie fast alle eine kulturelle Betonung und eine emotionale Bindung an die Viehwirtschaft.
Das Hauptanbauprodukt war Eleusine, das jedoch während der Kolonialzeit durch Mais ersetzt wurde. Weitere Subsistenzkulturen sind Bohnen, Kürbisse, Kohl und anderes Gemüse sowie Süß- und Speisekartoffeln und geringe Mengen Sorghum. Es werden Schafe, Ziegen und Hühner gehalten. Traditionell wurden Eisenhacken zur Bodenbearbeitung verwendet. Heute sind von Ochsen gezogene Pflüge oder gemietete Traktoren gebräuchlicher.
In den meisten Gemeinden gibt es einige wenige Lohnarbeiter und Vollzeitunternehmer (Ladenbesitzer, Schneider, Schreiner, Fahrradreparateure, Traktorbesitzer) mit lokaler Kundschaft. Es ist üblich, dass junge verheiratete Männer als Teilzeitunternehmer tätig sind. In der Vergangenheit durften Frauen Bier brauen und verkaufen, doch dies wurde Anfang der 1980er Jahre verboten. Einige Männer arbeiten außerhalb ihrer Gemeinden. Die Abwanderung von Arbeitskräften ist allerdings weniger verbreitet als anderswo in Westkenia.
Die Milchproduktion in ihrer Region ist die höchste in ganz Kenia. Die Traditionen ähneln etwas den Maassai, ebenso wie diese trinken Nandi frisches Blut. Vorehelicher Geschlechtsverkehr, Promiskuität (Partnerwechsel) und Scheidung gelten als sehr unehrenhaft. Der Respekt vor den Stammesältesten ist ausgeprägt; Eltern werden verehrt. Kinder oder Ehefrauen zu schlagen ist verpönt.

### Traditionelle Sozialstruktur
Die Nandi-Gemeinschaft hatte ein zyklisches Altersstufensystem, dem alle männlichen Mitglieder von Geburt an angehörten. Es gab sieben Altersstufen, die 15 Jahre abdeckten. Nach der Beschneidung wurden die Männer zu Kriegern, dann zu Ältesten und später in den Ältestenrat mit politischer und rechtlicher Autorität aufgenommen. Die Männer sorgten für die Ernährung und den Schutz der Familie, während die Frauen die Kinder versorgten und sich um den Haushalt kümmerten. Die Kinder wiederum halfen ihren Eltern, bis sie in das Erwachsenenalter eintraten, wo sie mehr Verantwortung übernahmen.
Traditionell war die Nandi-Gemeinschaft in siebzehn patrilineare Clans unterteilt. Die Familie war die kleinste soziale Einheit. Ein typischer Haushalt besteht aus einer kleinen Großfamilie oder einer Kernfamilie mit einigen nicht zur Kernfamilie gehörenden Verwandten, die in einem Gebäudekomplex aus mehreren einzelnen, einander gegenüberliegenden Häusern leben. Die alten Häuser sind rund, aus Flechtwerk und Lehm, strohgedeckt und im Inneren in zwei Räume unterteilt. Im hinteren Raum wurden traditionell Schafe und Ziegen untergebracht. Moderne Häuser, die immer noch in der Minderheit sind, sind in der Regel quadratisch und aus festem Material, mit Dächern aus Eisenblech.
Eine Ansammlung von 20 bis 100 benachbarten Familiengehöften bildete ein Koret (Plural: Korotinuek). Ein Dutzend oder mehr Korotinuek bildeten ein Pororiet, eine größere politisch-militärische Einheit mit gegenseitiger Verteidigungsfunktion. Das Pororiet wurde vom Ältestenrat geleitet, an dem Anführer aus jedem Koret teilnahmen. Die größte Einheit ist das Emet, das gesamte Nandi-Gebiet besteht aus sechs Emotinuek.

### Gleichgeschlechtliche Ehen zwischen Frauen
Es wurde über Ehen zwischen Frauen in der Nandi-Kultur berichtet. Es ist unklar, ob diese gleichgeschlechtlichen Ehen noch praktiziert werden, und nur etwa drei Prozent der Nandi-Ehen waren solche gleichgeschlechtlichen Ehen. Diese Ehen waren eine gesellschaftlich anerkannte Möglichkeit für eine Frau, die soziale und wirtschaftliche Rolle eines Ehemanns und Vaters zu übernehmen. Sie waren nur in manchen Fällen erlaubt. Dieses System wurde praktiziert, um „das Feuer zu bewahren“ – mit anderen Worten, um die Familienlinie oder Patrilinie aufrechtzuerhalten, und war eine Möglichkeit, das Problem der Unfruchtbarkeit oder des Mangels an männlichen Erben zu umgehen. Eine Frau, die zu diesem Zweck eine andere Frau heiratete, musste sich einer „Umkehrungszeremonie“ unterziehen, um sich in einen Mann zu „verwandeln“. Diese biologische Frau, die nun gesellschaftlich als Mann galt, wurde zum „Ehemann“ einer jüngeren Frau und zum „Vater“ der Kinder der jüngeren Frau und musste der Familie ihrer Frau einen Brautpreis zahlen.

## Brauchtum
Viele der kulturellen Praktiken der Nandi werden auch heute noch gepflegt, sind aber durch die Veränderungen in der Gesellschaft beeinflusst worden.

### Beschneidung von Jungen und Klitoridektomie von Mädchen
Die Initiation von Heranwachsenden besteht in der Beschneidung von Jungen und der Klitoridektomie von Mädchen sowie Unterweisung für beide. Sie ist ein zentrales Merkmal des Lebens und der ethnischen Identität der Kalenjin. Heranwachsenden wird eine gewisse Zeitspanne zugestanden, in der sie sich dem Werben und sexuellen Spiel hingeben können – für Mädchen vor der Initiation und für Jungen danach. Mädchen heiraten direkt nach der Initiation, Jungen werden zu Kriegern.
Wie die anderen Kalenjin praktizieren die Nandi traditionell die Beschneidung beider Geschlechter, wobei die weibliche Beschneidung als Initiationsritus für das Erwachsensein immer mehr an Bedeutung verliert. Heute verweigern einige, meist hoch gebildete Mädchen die Initiation. Die weibliche Beschneidung ist in Kenia nicht mehr erlaubt, daher werden nun alternative Initiationspraktiken gefördert.

### Polygynie
Polygynie ist sehr angesehen und wurde in den 1970er-Jahren von etwa 25 % der jemals verheirateten Nandi-Männer praktiziert.
Jede Frau hat ihr eigenes Feld, ihr eigenes Vieh und ihr eigenes Haus auf dem Familiengelände, mitunter einen eigenen Hof. Je nach den Umständen können auch die Eltern oder die Mutter des Mannes und andere Verwandte dazugehören. Brüder und ihre Ehefrauen können sich einen Hof teilen, was jedoch selten ist.

## Religionen
Die Nandi verehrten mehrere Götter, darunter den Gott Asis sowie den Donnergott Ilat. Im 21. Jahrhundert ist jedoch die Mehrzahl christlichen Glaubens, einige wurden Anhänger des Islam.
Der Orkoiyot, ein spiritueller und militärischer Führer, wurde traditionell als übergeordneter Anführer anerkannt.
Nandi mit traditioneller Weltanschauung glauben an ein mythisches Lebewesen, das „Chemosit“, „Nandi-Kerit“ oder „Duba“ und im Deutschen „Nandi-Bär“ genannt wird, ein Raubtier halb Hyäne halb Löwe. Kindern, die abends nicht nach Hause kommen, wird eingeredet, dass sie vom „Chemosit“ geholt würden, wenn sie nicht vor Dunkelheit zu Hause wären.

## Langstreckenläufer

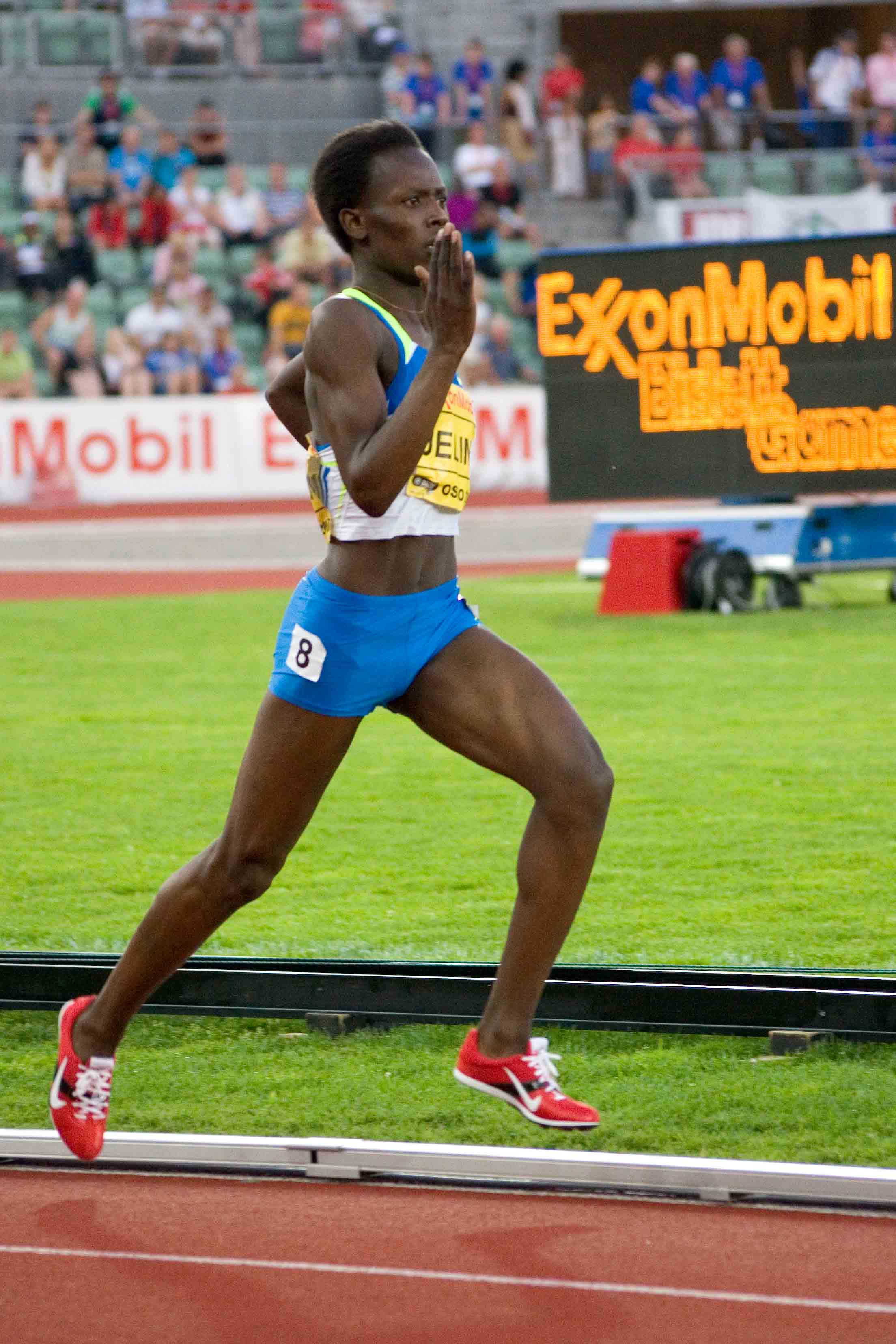
Pamela Jelimo bei den Bislett Games 2008

Insbesondere kenianische Kalenjin-Langstreckenläufer, viele davon Nandi, fallen durch sportliche Erfolge bei Distanzen ab 800-Meter-Läufen bei allen großen Leichtathletik-Weltmeisterschaften von 1964 bis 2013 sowie bei den jährlichen Top-25-Weltmarathonleistungen seit 1990 auf. Dadurch kam die Frage nach der Leistungsphysiologie auf. Im Jahr 2015 veröffentlichte das International Journal of Sports Physiology and Performance eine Analyse des kenianischen Langstreckenlauf-Phänomens.
Die Daten sagen aus, dass insbesondere Nandi sich durch solche sportlichen Leistungen hervortun. Es gebe eine komplexe Interaktion zwischen Genotyp, Phänotyp und sozioökonomischen Faktoren, die für die bemerkenswerte Dominanz der kenianischen Langstreckenläufer verantwortlich ist. Der Prozentsatz der Top-25-Marathonleistungen und der von kenianischen und Kalenjin-Läufern gewonnenen Medaillen habe im Laufe der Zeit zugenommen, wobei der Unterstamm der Nandi den Rest der Welt außerhalb Afrikas übertreffe. In Europa, Nordamerika, Ozeanien, Asien und Südamerika seien die Spitzenleistungen im Marathonlauf und die gewonnenen Medaillen jedoch im Laufe der Zeit zurückgegangen. Die komplexe Physiologie, die der Laufleistung zugrunde liegt, sei multifaktoriell, so dass der Aufstieg und der anschließende überproportionale Erfolg einer relativ kleinen Bevölkerungsgruppe wahrscheinlich nicht durch einen einzigen Faktor erklärt werden könne. In Eldoret gibt es eine „Straße der Läufer“ in der die Prachtvillen derjenigen Athleten stehen, die es international geschafft haben. Aus der Sicht europäischer Läufer-Touristen wird dies – nicht ohne Stereotype – so beschrieben: „Eine Untergruppe der Kalenjin sind die Nandi, seit Jahrhunderten ein Läufervolk von Jägern und Kriegern, von denen anscheinend nur die größten, leichtesten und schnellsten überlebt haben. Wir haben in deren größter Stadt, in Eldoret, noch nie so viele große und nach unseren Maßstäben fast untergewichtige Menschen gesehen. Die sind alle fürs Laufen geboren. Kein Gramm Fett und den ganzen Tag auf den Beinen. Bei etwa 50 Euro Monatseinkommen können sich die wenigsten ein Taxi (5 €) oder eine Fahrt mit dem Mopedtaxi (0,50 €) leisten, also wird gelaufen. Ruhig, wir würden sagen 'im aeroben Bereich', aber es wird gelaufen. Oft barfuß übrigens. Die Mentalität der Krieger ist ebenfalls weitervererbt. Man ist leidensfähig, man gibt nicht auf. Es gilt das Gesetz des Dschungels auf einer anderen Ebene. Fressen oder gefressen werden – gewinnen oder verlieren. Und keiner will hier verlieren.“

## Bekannte Nandi

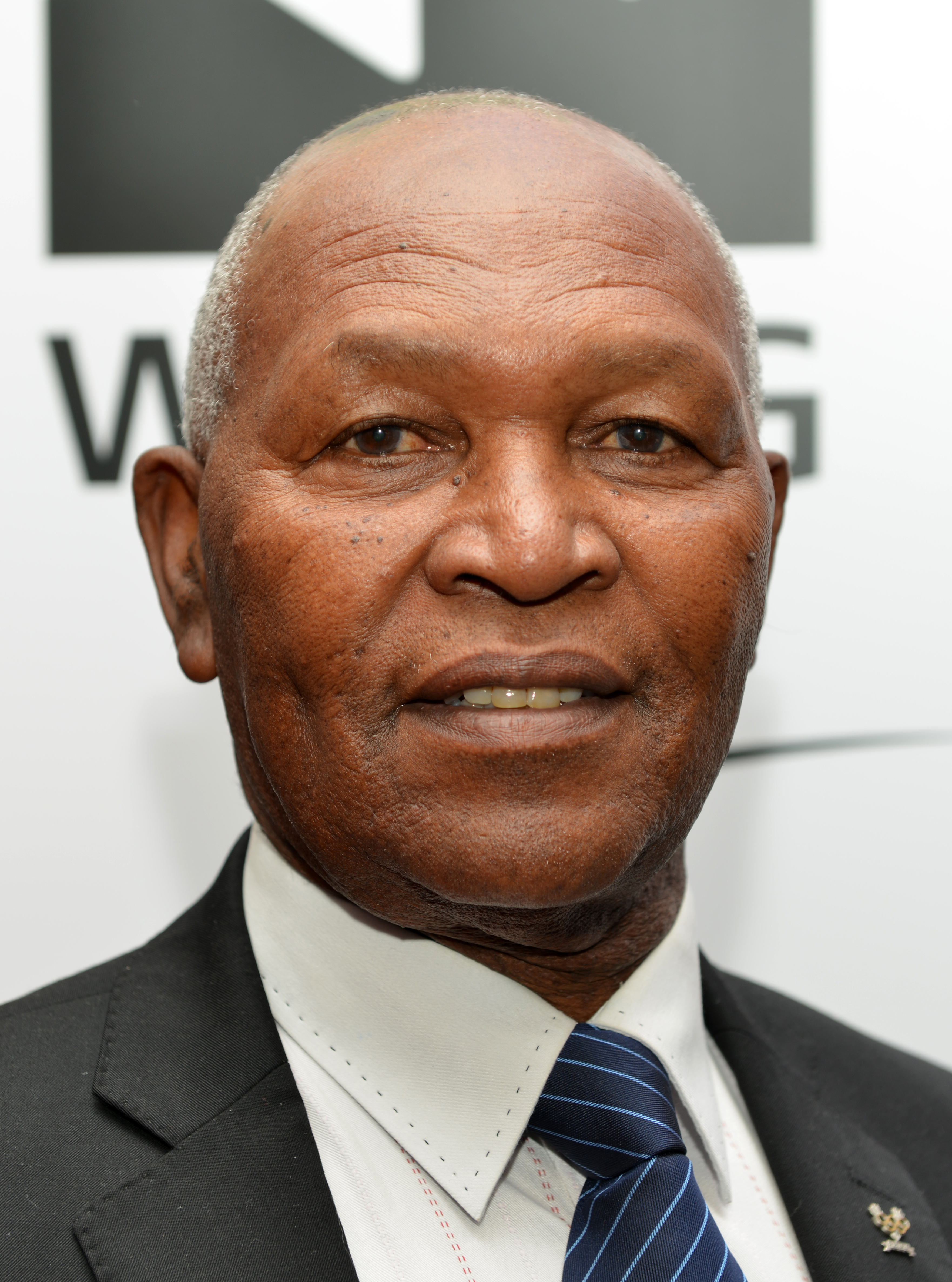
Kipchoge Keino

Bekannte Nandi sind der historische Anführer Koitalel arap Samoei und die Sportler Pamela Jelimo, Janet Chepkosgei, Rita Jeptoo, Gilbert Kipruto Kirwa und Kipchoge Keino.

## Rückgabeforderung
„Koitalel Samoei wurde im Oktober 1905 in Ketbarak in der Nähe der Sportanlage erschossen, nachdem er eine Rebellion gegen die britischen Kolonialisten angeführt hatte. Die Gemeinschaft hat viel gelitten und wartet noch immer auf Gerechtigkeit“, so Samuel Ng'etich, ein Nandi-Älterer. Die Nachkommen Koitalels untersuchen unter der Leitung von Wissenschaftlern, wie der Schädel von Koitalel Samoei dem Land zurückgegeben werden kann. Die Regierung des Bezirks Nandi und die kenianischen Nationalmuseen sind ebenfalls involviert. „Die Wissenschaftler haben uns gesagt, dass es keinen bestimmten Ort gibt, an dem der Schädel aufbewahrt wird, aber die meisten Artefakte sind im Pitts Rivers Museum in der Nähe von London ausgestellt“, so David Sulo, ein Urenkel von Koitalel. Francis Talam, Kurator am Koitalel Samoei Mausoleum und Museum: „Wissenschaftler haben die Artefakte ausfindig gemacht, und es ist nun an der Bezirksregierung, die Rückgabe in die Wege zu leiten“.

## Entschädigungsforderung
Die Nandi fordern 20 Milliarden Kenia-Schilling als Entschädigung für die brutalen Morde, die gewaltsame Vertreibung von Familien aus ihren angestammten Häusern und andere Menschenrechtsverletzungen durch die Kolonialisten. Julius Meli aus Tindiret sagte hierzu: „Wir wollen Gerechtigkeit und Entschädigung von der britischen Regierung für die Ermordung unseres Anführers und die gewaltsame Vertreibung von Gemeindemitgliedern von ihrem angestammten Land, um Platz für Teeplantagen zu schaffen“.

## Luo-Nandi-Konflikt
Die Bezirke Kisumu und Nandi teilen sich eine etwa 103 km lange Grenzlinie. Entlang dieser Grenzlinie leben vor allem Nandi und Luo. Der interethnische Grenzkonflikt betrifft hauptsächlich die ethnischen Gruppen der Luo und Nandi, die in einem Gebiet von etwa 185,50 km² im Unterbezirk Muhoroni (CIDP Kisumu County, 2018) und 321 km² im Unterbezirk Tinderet (CIDP Nandi County, 2018) leben und wird in neun Dörfern ausgetragen. Das vermehrte Auftreten von Konflikten entlang der Grenzlinie zwischen Kisumu und Nandi wurde in der Vergangenheit insbesondere seit dem Beginn der Mehrparteienpolitik in Kenia im Jahr 1992 mit politischen Vorgängen wie Wahlkämpfen in Verbindung gebracht, zumal der Konflikt in den Wahljahren häufig eskaliert und Kenias politische Parteien entlang ethnischer Linien gebildet sind und ihre Wähler auf ethnischer Grundlage mobilisieren. Fälle von Landinvasionen und Viehdiebstahl treten jedoch auch außerhalb solcher politischer Schwerpunktzeiten auf. Dysfunktionale Regierungsstrukturen und historische Landstreitigkeiten spielen ebenfalls eine Rolle. Da es sich um eine landwirtschaftlich geprägte Region handelt, waren die landwirtschaftlichen Betriebe oft ein leichtes Ziel für gewalttätige Gruppen, die sich an der anderen ethnischen Gruppe rächen wollten. Gewaltsame interethnische Übergriffe waren meist mit dem Niederbrennen von Zuckerrohrplantagen, der Zerstörung von Häusern und dem Diebstahl von Vieh verbunden, vor allem dann, wenn es in der Gemeinde besondere Auslöser gibt. Der Nandi-Bauer Kipsutko Koech, dessen zweite Frau eine Luo ist, sagte hierzu: „Obwohl ich die Luo weghaben will, liegt der Fehler nicht bei ihnen [...] Der Fehler liegt bei den weißen Kolonialisten. Sie haben uns verjagt, unser Land unter sich aufgeteilt und es dann an andere Völker verkauft [...]“. Lange Zeit sei vergangen, bis er das Land seiner Vorfahren zurückbekommen habe. „Eigentlich leben wir auf einer Zeitbombe.“